# Biloriciîțea, Prîlukî
Biloriciîțea (în ucraineană Білорічиця) este localitatea de reședință a comunei Biloriciîțea din raionul Prîlukî, regiunea Cernihiv, Ucraina.

## Demografie
Componența lingvistică a localității Biloriciîțea
     Ucraineană (96,08%)
     Rusă (3,19%)
     Alte limbi (0,18%)
Conform recensământului din 2001, majoritatea populației localității Biloriciîțea era vorbitoare de ucraineană (96,08%), existând în minoritate și vorbitori de rusă (3,19%).